# Donjon de Sainte-Suzanne (Mayenne)
Donjon de Sainte-Suzanne (Mayenne) est un château fort du XIe siècle.
Le donjon, barlong, est le monument le plus ancien de la cité médiévale de Sainte-Suzanne. 

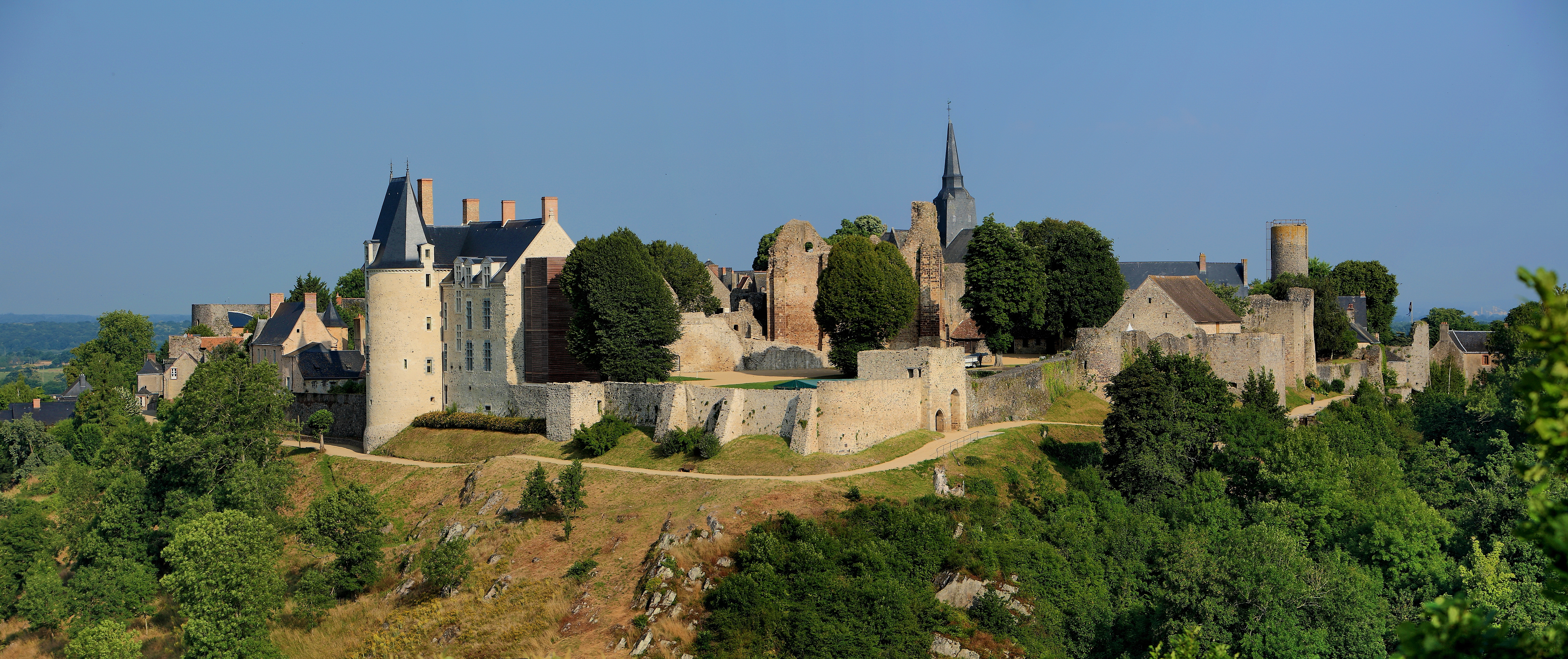
Vue de Sainte-Suzanne, depuis le Tertre Ganne.

Datant de la première moitié ou du milieu du XIe siècle, il mesure 19,45 m de long, 15,5 m de large, pour une hauteur maximale de 19 m et des murs de 3 m d'épaisseur; il est antérieur au siège de la Cité. Ce donjon est un bon exemple des tours-maîtresses quadrangulaires qui marquent la silhouette de nombreux châteaux aux XIe et XIIe siècles dans l'ouest : Loches, Falaise, Domfront et Nogent-le-Rotrou notamment.
Des escaliers ont été récemment installés afin de permettre aux visiteurs de découvrir les 3 niveaux de l'édifice et certaines pièces installées dans l'épaisseur des murs (évier, garde-robe, latrines, salle du trésor).

## Histoire
Le site de Sainte-Suzanne constitue la seule place forte à avoir résisté aux assauts des troupes de Guillaume le Conquérant.
Depuis 1063, Guillaume cherchait à agrandir ses possessions vers le sud en conquérant le Maine. Sa conquête militaire était pratiquement achevée lorsqu'il devint roi d'Angleterre en 1066. Toutefois, certains chevaliers refusèrent la domination normande. Parmi eux, Hubert de Beaumont, vicomte du Maine, s'enferma dans son donjon de Sainte-Suzanne, où il résista durant quatre années (à partir de 1083) aux troupes de Guillaume, installé dans un camp de terre et de bois aménagé au nord de la place forte de Sainte-Suzanne.

## Le siège de Sainte-Suzanne
Le siège de Sainte-Suzanne fut laborieux pour les Normands, qui n'arrivèrent finalement pas à prendre la forteresse. Le chroniqueur Orderic Vital, né vers 1075, nous livre dans son Histoire de Normandie l'une des raisons de cet échec : les vignobles qui poussent alors sur les pentes de Sainte-Suzanne empêchent les cavaliers normands d'atteindre le château. Ainsi décrit-il la situation : "Le roi (...) ne put investir le château de Sainte-Suzanne, rendu inaccessible par les rochers et par l'épaisseur des vignes qui l'entouraient, ni tenir l'ennemi suffisamment enfermé parce que ce dernier contre-attaquait hardiment et disposait de nombreuses issues".
L'affaire se termina par une négociation et Hubert de Beaumont rentra dans les bonnes grâces du duc de Normandie.

## Architecture militaire romane

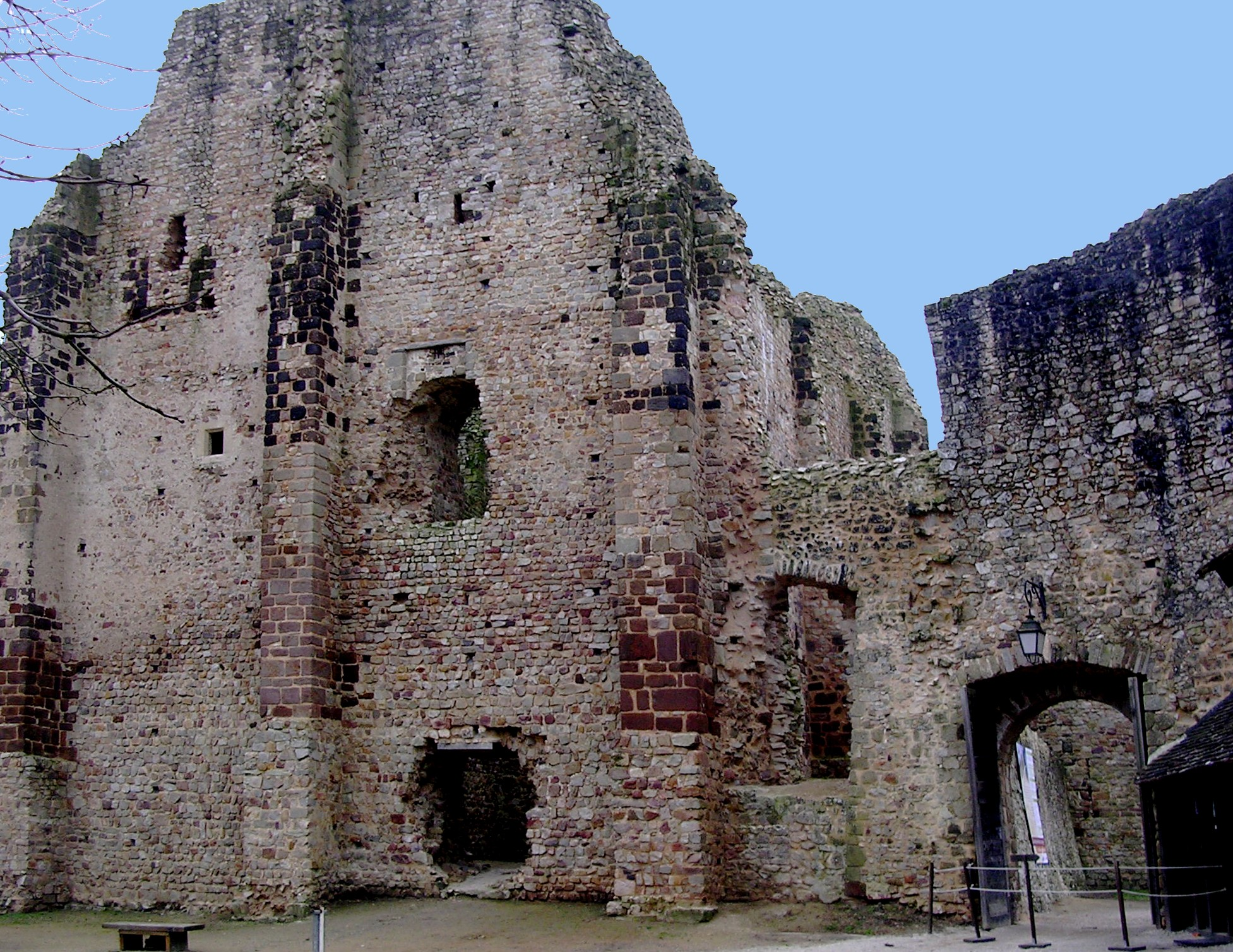
Donjon de Sainte-Suzanne, côté entrée

Le donjon de Sainte-Suzanne fait partie de la famille des donjons quadrangulaires romans. Ce type de construction a connu une très large diffusion dans tout l'ouest et le nord de la France, ainsi qu'outre-Manche après la conquête. D'autres régions comme le Limousin, le Quercy ou le Périgord en possèdent également des exemples. Ces constructions peuvent être associées à trois fonctions : ostentatoire, défensive et résidentielle.
Elles comportent au moins trois niveaux qui correspondent le plus fréquemment à la structuration verticale suivante : un cellier au premier niveau, un étage de réception, et un niveau supérieur réservé aux fonctions privatives. Ces tours se caractérisent par la présence de contreforts, souvent plats, qui en consolident les murs. Le donjon de Sainte-Suzanne présente toutes les caractéristiques de ces constructions des XIe siècle et XIIe siècle, dont les exemples ne manquent pas : Chauvigny, Nogent-le-Rotrou, Loches, Loudun...

## Études, restauration et aménagements récents
Certaines parties du château sont classées au titre des monuments historiques le 28 décembre 1984.
Entre l'automne 2000 et le printemps 2007, le donjon de Sainte-Suzanne a été l'objet d'études archéologiques, de travaux de restauration et d'aménagements qui permettent aujourd'hui au public de le découvrir dans ses moindres détails. Une intervention sur cet élément très fragilisé du patrimoine mayennais était en effet jugée urgente par le Conseil général de la Mayenne, propriétaire du monument depuis fin 1998, et le service régional des Monuments historiques.

### Les apports de l'archéologie
Les études réalisées sur le monument nous permettent aujourd'hui de mieux le comprendre. Cette construction quadrangulaire (19,45 m × 15,50 m, pour une hauteur de 15 m) a été élevée par bandes de 4 à 5 assises. Le grès provient certainement de Sainte-Suzanne même. En revanche, les matériaux utilisés pour les contreforts plats ou les encadrements des ouvertures n'ont pas été extraits sur place. Il s'agit notamment de granit et de grès roussard (grès très ferrugineux).

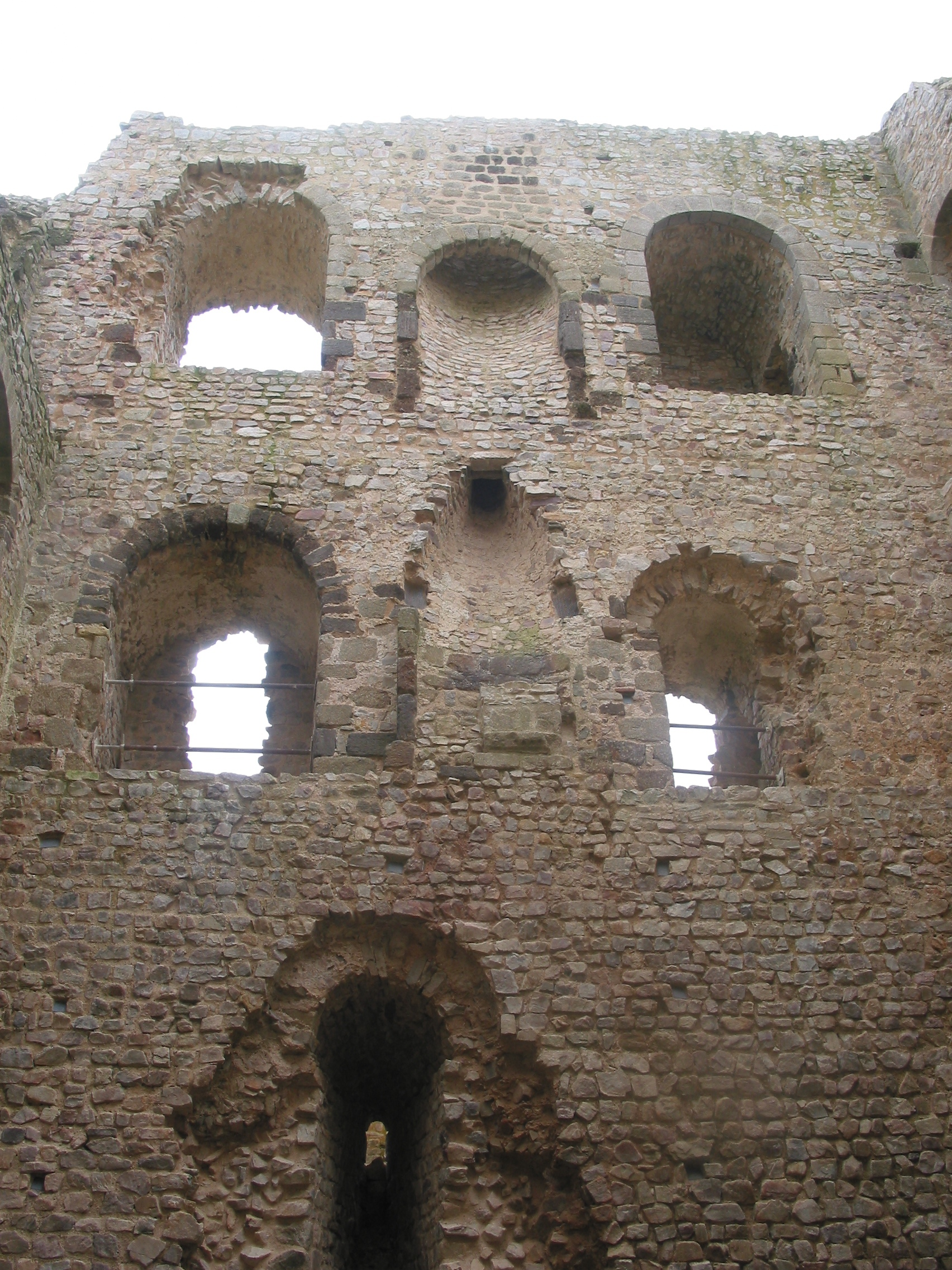
Donjon de Sainte-Suzanne, intérieur

Les trois niveaux identifiés correspondent aux fonctions déjà évoquées d'un donjon roman. La brèche par laquelle on pénètre aujourd'hui à l'intérieur du monument a été pratiquée par les archéologues au XIXe siècle. L'accès primitif se faisait à l'origine par le premier étage (escalier / pont-levis de bois). La base du bâtiment était recouverte sur plusieurs mètres par un contrefort de terre destiné à empêcher les ennemis de saper l'assise des murs. Il est possible aussi que le bâtiment ait été entouré de fossés

### Un donjon bien équipé
Plusieurs latrines, deux cheminées, deux "lavabos" et des pièces (garde-robes ?) aménagées dans l'épaisseur des murs (3 mètres) traduisent le niveau élevé d'équipement et de confort de ce monument du milieu ou de la première moitié du XIe siècle, même si certains de ces aménagements n'ont que peu, voire pas du tout, servi. Entre autres mystères on se demande pourquoi la grande cheminée du niveau supérieur n'a aucune trace de suie ni de chauffe. De même, près de la porte d’entrée de la salle de réception (deuxième niveau), au-dessus du cellier, au premier niveau, un évier est posé à terre sans plus d’indication quant à son usage. Enfin, des latrines installées dans l’épaisseur des murs ont été murées avant même que d’être mises en service. 
L'une des curiosités du donjon de Sainte-Suzanne est la salle dite du trésor, découverte dans l'épaisseur du mur nord. Ce couloir voûté, invisible de l'intérieur du donjon, accessible seulement par un boyau vertical à partir d'une ouverture au deuxième étage, doté d'un placard, devait abriter les chartes de possession et autres documents précieux du seigneur de Beaumont. Ce type de réduit est très rare dans un donjon de cette période.

## À voir

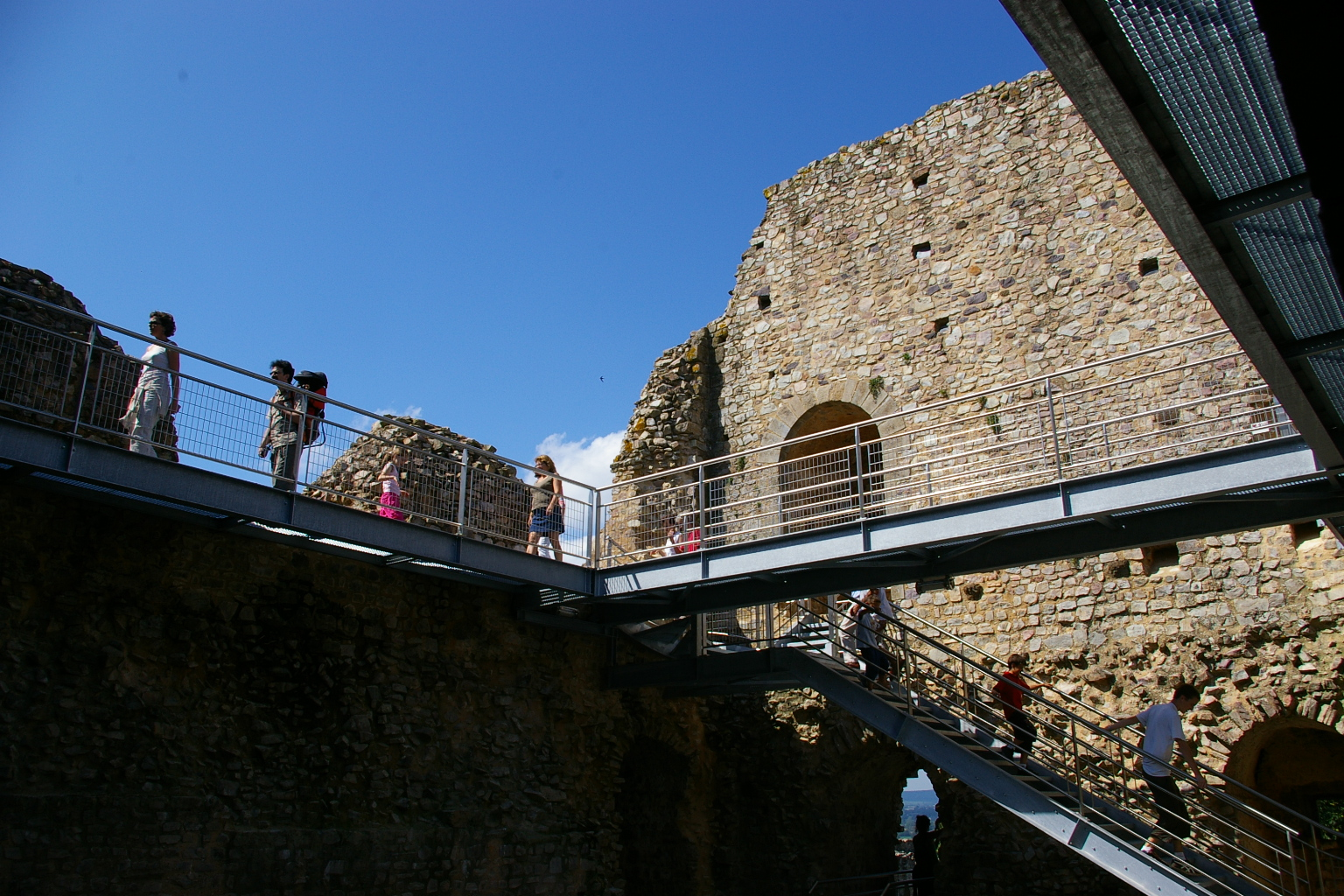
Passerelles du donjon

- Depuis juillet 2007, le Conseil général de la Mayenne a installé des passerelles à l'intérieur du donjon de Sainte-Suzanne. Cet équipement permet désormais au public d'avoir accès aux niveaux supérieurs du monument, de découvrir certains des réduits aménagés dans l'épaisseur des murs, et de profiter d'une vue inédite sur le château et la cité de Sainte-Suzanne, ainsi que du panorama exceptionnel sur les paysages environnants : collines des Coëvrons, vallée de l'Erve et   forêt de Charnie.

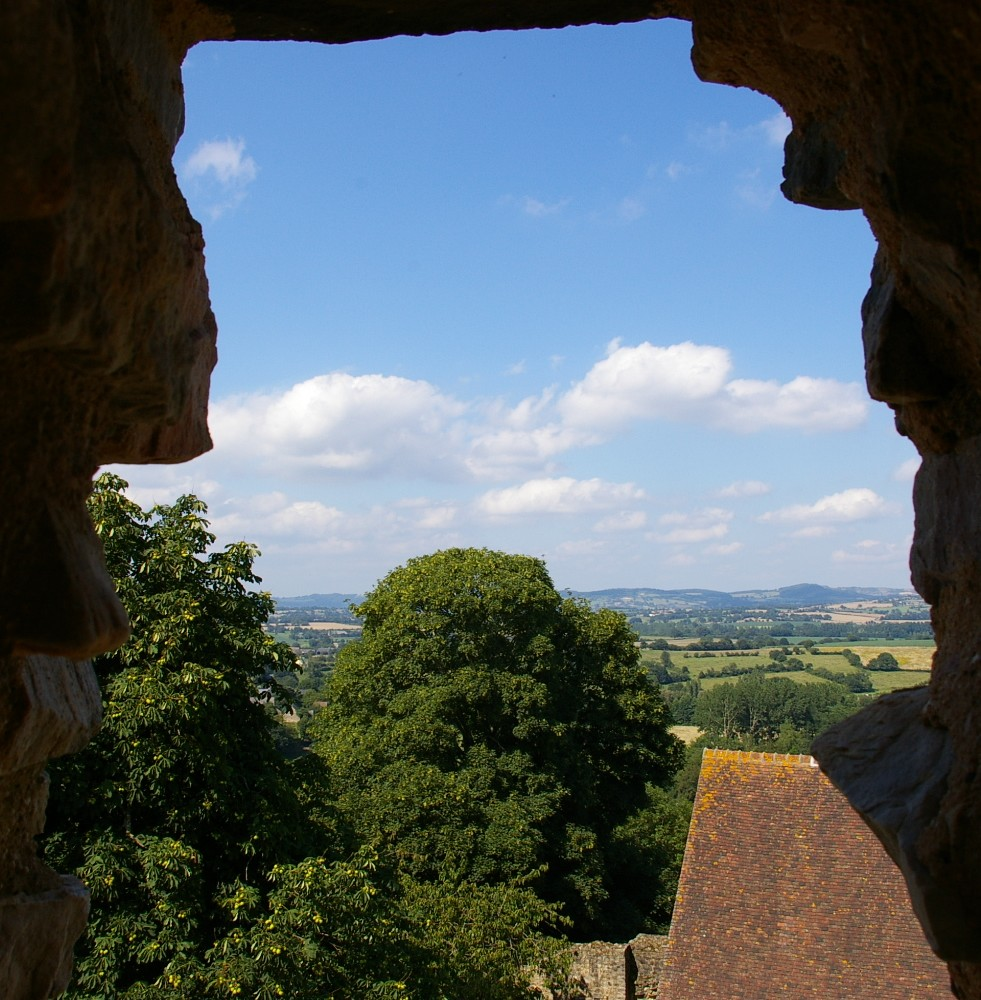
Panorama sur les Coëvrons depuis l'intérieur du donjon

- Des audioguides permettent par ailleurs de visiter le monument, le château et la cité ;
- Enfin le Musée de l'auditoire, au cœur de la cité, permet de mieux explorer les mille ans d'histoire de Sainte-Suzanne.

### Patrimoine historique
- Pays d'art et d'histoire Coëvrons-Mayenne
- Château de Sainte-Suzanne (Mayenne)

- La cité gallo-romaine (Noviodunum) de Jublains ; Le Rubricaire
- Le château carolingien de Mayenne
- Le château de Montecler à Châtres-la-Forêt
- Le pont piétons (XIIIe siècle) de Saint-Pierre-sur-Erve
- Le Château du Rocher à Mézangers
- Le Château de la Roche-Pichemer à Saint-Ouën-des-Vallons
- Le Château de Foulletorte à Saint-Georges-sur-Erve
- Le Château de Bouillé à Torcé-Viviers-en-Charnie
- Le Moulin de Thévalles entre Chémeré-le-Roi et Saulges
- Routes Guillaume le Conquérant et Ambroise de Loré

### Patrimoine religieux
- La Basilique Notre-Dame de l'Épine d'Évron, l'Abbaye bénédictine Notre-Dame d'Évron
- L'Abbaye d'Étival-en-Charnie
- La chapelle du Montaigu.